# Rachid El Ouali
Rachid El Ouali (Rabat, 3 de abril de 1965) é um actor, apresentador de televisão, director e produtor de cinema marroquino, reconhecido principalmente por apresentar o popular jogo de concurso Who Wants to Be a Millionaire? (من سيربح المليون، man sayarbah Al-million?) e o programa de televisão Ms. Bride (لالة العروسة، Lalla Laaroussa).

## Carreira
El Ouali iniciou a sua carreira como actor no final da década de 1980. Conseguiu o reconhecimento no seu país pelo seu papel de protagonista na série de televisão Flock of Pigeons (سرب الحمام، Serb Al Hamam). Mais tarde protagonizou a popular série de humor Hossein & Safia (الحسين و الصافية، El Hossein w Safia) ao lado da actriz Samia Akariou. Em 2006 Rachid El Ouali integrou o elenco da série dramática The Underdogs (المستضعفون Ao Mostadaafon) junto à actriz Rajae Imran.
Também tem protagonizado produções cinematográficas como Obsessions After Midnight (هواجس بعد منتصف الليل، Hawajes baada montassaf el leil), um filme de horror onde compartilhou o protagonismo com a actriz Majida Benkirane. Além da sua carreira como actor, também dirigiu várias curtas-metragens e comédias como Ninni ya Moummou, Nass El Houma, L'Aube e La mouche et moi.

## Filmografia

### Cinema
- 2018 Nooh Laa Yaarifu Laawm (Noah Can't Swim)
- 2015 Domouaa Ebliss (Satan's Tears)
- 2015 Ahlam Moajjala (Postponed Dreams) como "Abdel Hay"
- 2015 Hafid El Haj
- 2013 Marhaban wa awili como "Khaled"
- 2013 Yemma como "Boujmaa"[6]
- 2011 Nhar Tzad Tfa Dou como "Said"
- 2010 Oulad El Blad (Land's progeny) como "Eç Mefddel"
- 2009 Rass Lmhayn como "El Hossein"
- 2007 Wadaan Ommahat (Farewell Mothers!) como "Ibrahim"
- 2007 Al Bahet como "Salah"
- 2006 Abwab Al Janna (Gates of Heaven)
- 2006 Assefa Abi (I'm Sorry… Dad) como "Ibrahim"
- 2005 A'lach Lae? (Why not?) como "Aanbar"
- 2005 Baed Aan Al Aain
- 2005 Al ajneha Al Monkacera (The Broken Wings)
- 2005 Fiha Lmelha w Sekkar ou mazal mabghatch Tmout 2 (She's diabetic & hypertensive yet won't die 2)
- 2004 Assdiqae men Canada (Friends from Canada) 2004 como "Shoukri"
- 2004 Majeda como "El Hossein"
- 2004 Layali Baidae (White Nights) como "Nabil"
- 2004 Kharif Al ahlam como "Omar"
- 2004 Hna w Lhih (Here & There)
- 2003 Aallal El Qelda como "Aallal"
- 2003 Al Dobaba El Baydae (The White Fly)
- 2002 Jarima wa Tahqiq (Crime & Inquiry)
- 2002 Lailat El majnoun como o "Inspector Hakim"
- 2001 Gharamiyat El haj El Mokhtar Souldi (The Adventures of Hadj Mokhtar Souldi)
- 2001 Et après...Wa baad
- 2001 Mohakamat Imraea (A Woman's Trial)
- 2001 El milaf El azraq (The Blue File)
- 2001 Al bakma (The Mute)
- 2001 Dar Al bidae ya Dar Al bidae (Casablanca Casablanca)
- 2001 Rass Laain como o "Inspector"
- 2000 Chadia (Chadia)
- 1999 Keid Nssae (Women's Machination)
- 1999 Massir Imraea (A Woman's Fate)
- 1999 Hawajis Baada Montassaf Leil (Obsessions After Midnight) como "Adel"
- 1999 Fiha Lmelha w Sekkar ou mazal mabghatch Tmout 1 (She's diabetic & hypertensive yet won't die 1)
- 1997 Aabbirou Fi Samtt
- 1997 Solomon (Solomon)
- 1996 Mektoub (Fate) como "Taoufiq"
- 1996 Safar ila Lmadi (Travel to the Past)
- 1995 Nehaya Saaida (Happy End)
- 1994 Sareq Al Ahlam (The Dreams Thief)
- 1991 Leilat El jarima (Night of the Crime)
- 1989 Hob Fi Dar El Bayda (Love in Casablanca)

### Teatro
- 1991 Sadafa Hemmadi

### Televisão
- 2011 Houssein et Safia (Hossein & Safia) como "El Hossein"
- 2006 Al Mostadaafoun (The Underdogs) como "Taher"
- 2006 Al Boad El akhar (The Other Dimension)
- 2003 Raiva Qortoba como "Hesham Al Msshafi"
- 2002 Khalkhal Al Batoul (The Anklet of Batoul) como "S'llam"
- 2000 Serb El Hamam (Flock of Pigeons) como "Hemmadi"
- 1999 Al wasiyya
- 1999 El Mossabon
- 1992 Hout El Barr
- 1992 Delal Al Madi (Shadows of the Past)

### Curtas-metragens
- 2011 Plastic
- 2004 Ninni ya Moumou
- 2003 El Akhar (The Other)

### Sitcoms
- 2002 Sofian
- 2013 Nass El Houma

### Programas de televisão
- Lalla Laaroussa (Ms. Bride)
- Man sayarbah Al-million? (Who Wants to Bê a Millionaire?)